# Aculepeira carbonarioides
Aculepeira carbonarioides es una especie de araña de la familia Araneidae.

## Localización y características
Esta especie de araña se distribuye desde Canadá a Estados Unidos (Columbia Británica, Quebec, Alaska, Colorado, Nuevo Hampshire, Utah y Wyoming, respectivamente.)
Se encuentra comúnmente en las grietas rocosas o cerca de la línea de los árboles.